# Streetwalker
Streetwalker is een nummer van de Amerikaanse popartiest Michael Jackson.

## Geschiedenis
Het nummer werd geschreven voor het album Bad, maar werd uiteindelijk geschrapt omdat producer Quincy Jones Another Part of Me een beter nummer voor het album vond. Streetwalker verscheen in 2001 op de speciale editie van Bad. Streetwalker is een vroege demo van het nummer Dangerous, maar de tekst werd veranderd en de melodie veranderde mee.